# Malagiella vohiparara
Malagiella vohiparara is een spinnensoort in de familie van de dwergcelspinnen. De spin behoort tot het geslacht Malagiella. De wetenschappelijke naam van de soort werd voor het eerst geldig gepubliceerd in 2011 door Ubick & Griswold.
De soort is endemisch in Madagaskar. De soort komt voor in nationaal park Ranomafana en leeft op en hoogte van rond de 1100 meter. 
Mannetjes hebben een lengte van 1,26 tot 1,32 millimeter en vrouwtjes hebben een lengte van 1,36 tot 1,48 millimeter.